# Señor de Sark

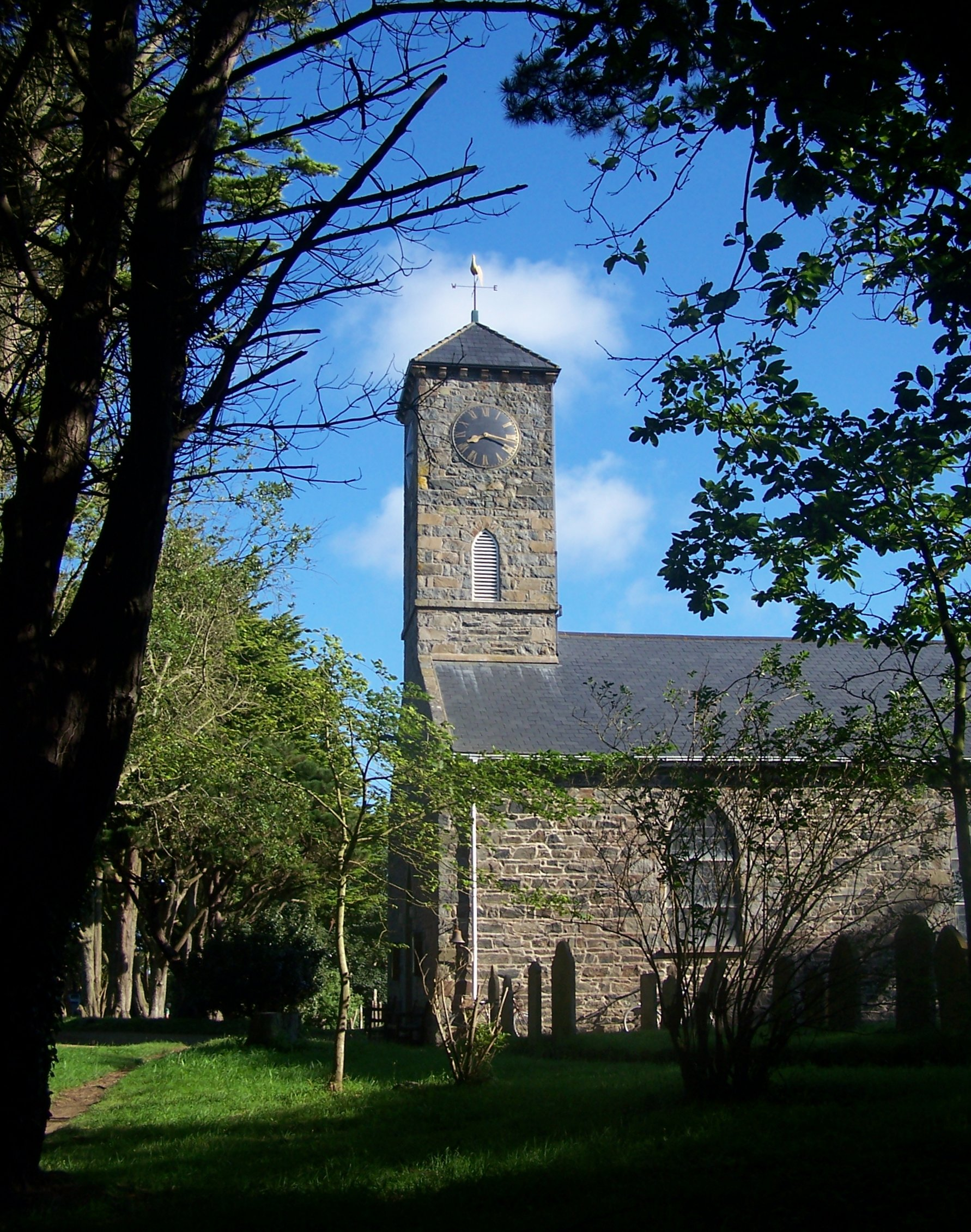
Iglesia anglicana de San Pedro donde están enterrados muchos Seigneur de Sark

El Señor o Seigneur de Sark (en inglés: Seigneur of Sark) es el jefe del gobierno feudal de la isla de Sark en las islas del Canal o anglonormandas. «Seigneur» es la palabra francesa para «señor» y la gobernante femenina de Sark se llama Dama o Dame de Sark (en inglés: Dame of Sark), de las cuales ha habido tres a largo de la historia. El esposo de una Dame of Sark no es un consorte sino jure uxoris (por el derecho de su mujer) un Señor de Sark también.

## Historia
El cargo de Seigneur es hereditario, pero con permiso de la Corona, puede ser hipotecado o vendido, como sucedió en 1849 cuando Pierre Carey le Pelley vendió el feudo a Marie Collings por 6000 libras esterlinas.
El Seigneur era, antes de las reformas constitucionales de 2008, el jefe del gobierno feudal de Sark, siendo el monarca británico el señor feudal. El Seigneur tenía un poder de veto suspensivo y el derecho de nombrar a la mayoría de los oficiales de la isla. Muchas de las leyes, en particular las relacionadas con la herencia y el gobierno del Señor, habían cambiado poco desde que la Reina Isabel I, mediante una patente real (Letters Patent), concedió la isla de Sark como feudo a Hellier de Carteret en 1565.
Los residentes de Sark votaron para introducir una legislatura totalmente elegida para reemplazar al antiguo gobierno feudal en un referéndum de 2006, y el cambio de ley fue aprobado el 9 de abril de 2008. Las primeras elecciones democráticas se celebraron el 10 de diciembre de 2008. Los cambios en el sistema político se aplican principalmente al Chief Pleas (del francés Chefs Plaids) el parlamento de Sark, pero no al Seigneur.
Muchos señores y damas están enterrados en la iglesia anglicana de San Pedro, en Sark.

## La Seigneurie

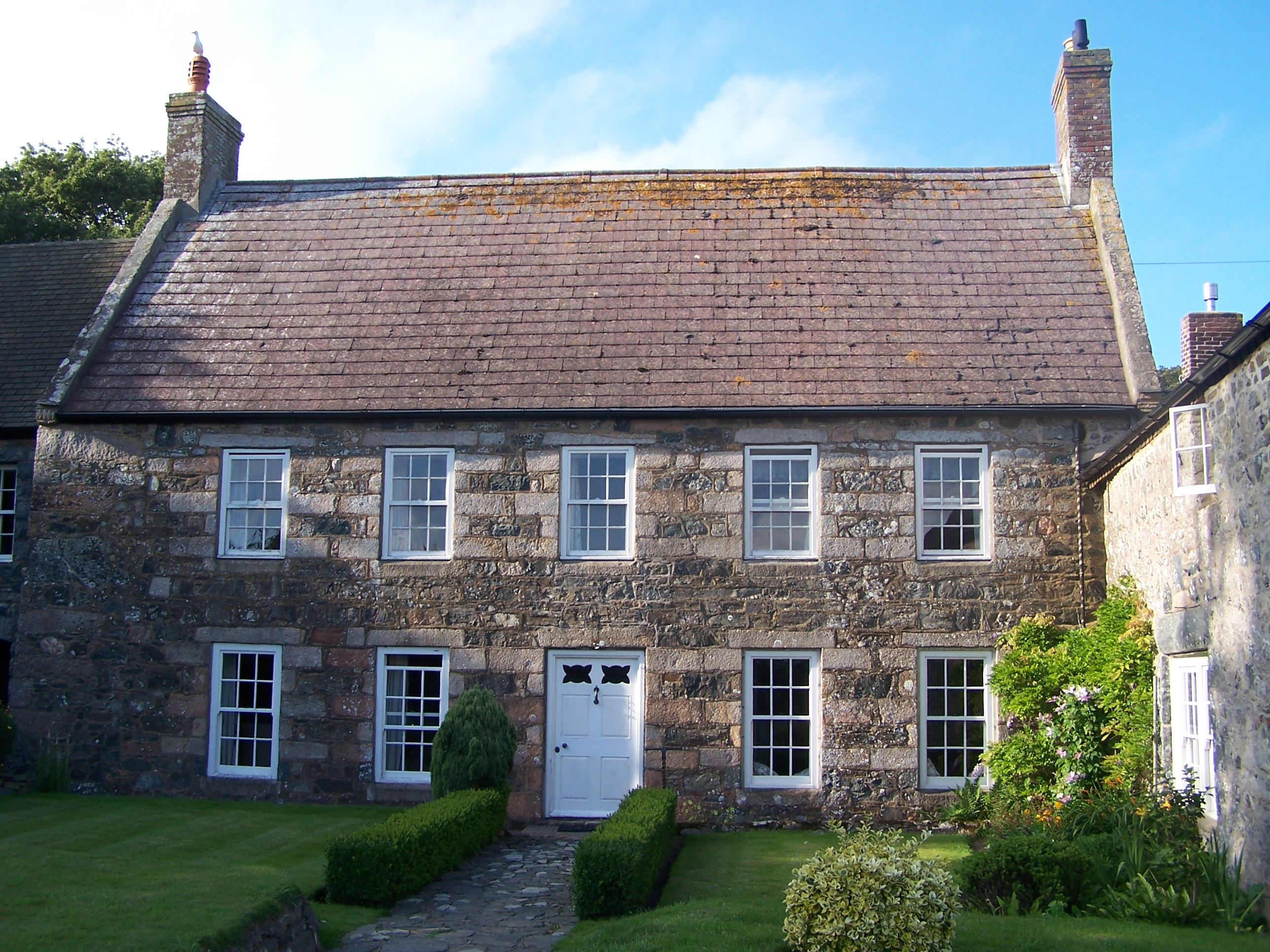
La antigua sede del Señorío de Sark construida por Hellier de Carteret

La Seigneurie (El señorío) es la residencia oficial del señor de Sark. Originalmente estaba ubicado en el Manoir construido por el primer señor de Sark, Hellier de Carteret, en 1565 y solo más tarde fue trasladado por los señores de la familia Le Pelley al palacio actual, construido en 1700 sobre las ruinas del antiguo monasterio de Saint Magloire; en el jardín actual de la Seigneurie quedan todavía algunas piedras que, según la tradición, constituían la celda del abad del monasterio. En particular, fue Susanne le Pelley quien trasladó la residencia oficial de los Señores de Sark a La Seigneurie, que anteriormente era simplemente su hogar natal.
Después de convertirse en la nueva residencia oficial del señor, la estructura sufrió muchas ampliaciones y modificaciones y, en particular, fue William Frederick Collings quien realizó los principales ajustes. Hizo construir la torre alta de estilo victoriano en lugar de la preexistente que se había vuelto demasiado baja debido a los altos árboles y que se usaba para comunicarse con Guernsey en caso de emergencia (Sark de hecho no tenía un médico residente); también compró una porción de tierra alrededor del Seigneurie para ampliar sus jardines.

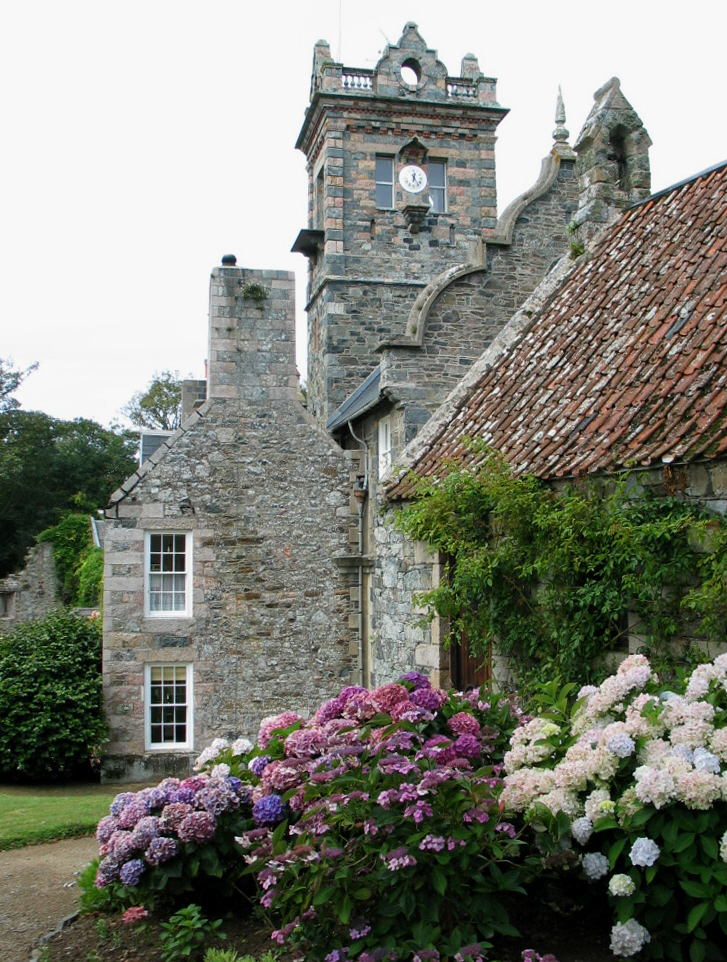
Vista lateral de La Seigneurie la residencia de los señores de Sark

Los jardines del Seigneurie son una de las mayores atracciones de la isla siendo considerados entre los más bellos y ricos en historia de toda Inglaterra. La reina Victoria, al pasar por Sark, ordenó al capitán que detuviera el barco para poder admirar el parque. En particular, en su interior se puede admirar, además de una gran variedad de plantas y flores, una pequeña capilla medieval renovada en 1853 en estilo neogótico, un antiguo y raro molino de piedra que perteneció al primer señor Hellier de Carteret que se remonta a 1571, un antiguo cañón regalo de la reina Isabel I en persona con la inscripción «Don de sa Majesté la Royne Elizabeth au Seigneur de Sercq AD 1572» (regalo de su majestad la reina Isabel al señor de Sark AD 1572), el Colombier pequeña torre de estilo victoriano donde el señor (el único en la isla que puede hacerlo) guarda sus palomas y por último la torre original, que data de la época de las guerras napoleónicas, utilizada para comunicarse con las islas cercanas y luego caído en desuso por la excesiva altura de los árboles circundantes.
John Michael Beaumont, vigésimo segundo señor de Sark, y su esposa, Diana, se mudaron de Seigneurie a una casa de campo más pequeña en su propiedad cuando su delicada salud provocó la necesidad de una residencia más pequeña que se adaptara mejor a los residentes mayores. En 2009, Michael Beaumont acordó permitir que David Synnott y su esposa vivieran en La Seigneurie durante diez años, a cambio de hacer algunas renovaciones.

## Lista de los Señores y Damas de Sark
Desde 1563, cuando la reina Isabel I de Inglaterra, mediante una patente real, concedió la isla como feudo a Hellier de Carteret, ha habido los siguientes Señores y Damas de Sark:
| N.° | Título | Nombre                               | Del  | Al       | Cónyuge                          | Notas                                                                |
| 1   | Señor  | Hellier de Carteret                  | 1563 | 1578     | Margaret de Carteret             | Hijo de Edouard, señor de Saint Ouen (Jersey)                        |
| 2   | Señor  | Philippe de Carteret I               | 1578 | 1594     | Rachel Poulet                    |                                                                      |
| 3   | Señor  | Philippe de Carteret II              | 1594 | 1643     | Anne Dowse                       |                                                                      |
| 4   | Señor  | Philippe de Carteret III             | 1643 | 1663     | Anne Dumaresq                    | Desde 1663 alguacil de Jersey                                        |
| 5   | Señor  | Philippe de Carteret IV              | 1663 | 1693     | Elizabeth de Carteret            | Creó el cargo de senescal y los demás                                |
| 6   | Señor  | Charles de Carteret                  | 1693 | 1715     |                                  |                                                                      |
| 7   | Señor  | John Carteret                        | 1715 | 1720     | Frances Worsley, Sophia Fermor   | Fue señor presidente del consejo                                     |
| 8   | Señor  | John Johnson                         | 1720 | 1723     |                                  |                                                                      |
| 9   | Señor  | James Milner                         | 1723 | 1730     |                                  | Compró el feudo por £ 5000, luego se lo vendió a Susanne             |
| 10  | Dama   | Susanne le Pelley                    | 1730 | 1733     |                                  | Trasladó su residencia al nuevo palacio                              |
| 11  | Señor  | Nicolas le Pelley                    | 1733 | 1742     |                                  |                                                                      |
| 12  | Señor  | Daniel le Pelley                     | 1742 | 1752     |                                  |                                                                      |
| 13  | Señor  | Pierre le Pelley I                   | 1752 | 1778     |                                  |                                                                      |
| 14  | Señor  | Pierre le Pelley II                  | 1778 | 1820     |                                  |                                                                      |
| 15  | Señor  | Pierre le Pelley III                 | 1820 | 1839     |                                  |                                                                      |
| 16  | Señor  | Ernest le Pelley                     | 1839 | 1849     |                                  |                                                                      |
| 17  | Señor  | Pierre Carey le Pelley               | 1849 | 1852     |                                  | Cedió el feudo a la hija de su acreedor John Allaire                 |
| 18  | Dama   | Marie Collings, nacida Allaire       | 1852 | 1853     | Thomas Guérin Collings           |                                                                      |
| 19  | Señor  | William Thomas Collings              | 1853 | 1882     | Louisa Collings                  | Desarrolló la agricultura y el turismo                               |
| 20  | Señor  | William Frederick Collings           | 1882 | 1927     | Sophie Moffatt                   | Enfrentó los problemas financieros de la isla                        |
| 21  | Dama   | Sibyl Mary Hathaway, nacida Collings | 1927 | 1974     | Dudley Beaumont, Robert Hathaway | Gobernó la isla durante la ocupación alemana de las islas del Canal. |
| 22  | Señor  | John Michael Beaumont                | 1974 | 2016     | Diana La Trobe-Batemant          | Nieto de Sibyl                                                       |
| 23  | Señor  | Christopher Beaumont                 | 2016 | presente | Sarah Beaumont                   |                                                                      |